# Чубут
Чубут (исп. и валл. Chubut) — провинция в южной части Аргентины, расположенная между 42 и 46 южными параллелями в бассейне реки Чубут. На севере провинция граничит с провинцией Рио-Негро, на юге с провинцией Санта-Крус, с востока провинцию омывают воды Атлантического океана, с запада провинции — горы Анды, отделяющие её от Чили.
Административный центр провинции — город Росон, самый населённый город — Комодоро-Ривадавия.
С населением 509 108 человек на 2010 год Чубут занимает 7-е с конца место среди провинций Аргентины по числу жителей; с площадью 224 686 км² занимает 3-е место среди провинций Аргентины по площади (после провинций Буэнос-Айрес и Санта-Крус); с плотностью населения 2,27 чел/км² занимает третье с конца место по плотности населения (после провинций Санта-Крус и Ла-Пампа).

## Этимология
Название провинции происходит по названию реки Чубут. А её название в свою очередь происходит от слова chupat на языке народа теуэльче (исп. Tehuelche) означающее «прозрачный».

## География

### Рельеф
Основные единицы рельефа провинции — Анды и патагонские плато. Самые высокие точки провинции находятся в её северо-восточной части; к западу от озера Чолила находятся горы Дос-Пикос (2515 м), Анексо (2498 м) и Трес-Пикос (2492 м). Восточнее Анд располагаются т.н. Патагониды — система чуть более низких горных хребтов, среди которых выделяется Сьерра-Невада.
Ещё восточнее находятся высокие плато, которые спускаются по мере приближения к Атлантическому океану, среди которых выделяются Сьерра-де-Тельсен, Пампа-де-Гастре, плато Монтемайор и т. д. Эти плато прорезаются речными долинами и озёрами (Мустерс, Колуэ-Уапи) и впадинами.

### Климат
Климат западной части провинции холодный и влажный; температуры понижаются с севера на юг. В центральной части климат засушливый, с большими перепадами температур; здесь находится город Сармьенто, в котором была зафиксирована одна из самых низких температур в континентальной Аргентине в XX веке (–33 °C в июле 1960 года). В нижней долине реки Чубут и на побережье климат чуть более влажный, благодаря влаге, поступающей из Атлантики.

### Флора и фауна
Для центральной части провинции характерна степная растительность: вербена, ларрея, мулинум, овсяница, и.т.д. Рядом с Андским горным хребтом — густой лес, состоящий из хвойных и буковых деревьев, среди которых выделяются фицройи, нотофагус (южный бук), эмботриум, майтенус, кордильерский кедр и другие; встречаются и плодовые растения, например, барбарис.
На берегах и прибрежных водах обитают пингвины, морские слоны, морские львы или китообразные, такие как южный кит и косатка, а также дельфины. На плато и в степях выделяются гуанако, пума, нанду, андская лиса, южноамериканская лиса; в лесах обитают олени, кошачьи, сумчатые, выдровые; из птиц выделяются кондор, каракара, ястреб, попугай.

## История
До прихода на эти земли европейцев они были населены кочевыми народами, в основном индейцами цон'к (tson'k), которых испанцы назвали теуэльче или патагонами.
Побережье нынешней провинции было замечено экспедицией Фернана Магеллана в 1520 году. В 1535 году Симон де Алькасаба и Сотомайор исследовал значительную часть территории и основал чуть южнее современного посёлка Камаронес Пуэрто-де-лос-Леонес — первый испанский населённый пункт на территории Аргентины. Он был заброшен в том же году, а сам Алькасаба и Сотомайор был убит восставшими солдатами.
В XVII и XVIII веках территория посещалась миссионерами (из них наиболее известен Николас Маскарди).
Первая попытка испанской колонизации была осуществлена после основания форта Сан-Хосе-де-ла-Канделария на полуострове Вальдес в 1779 году. Значительная часть колонистов была марагатами. Форт был разрушен индейцами теуэльче в 1810 году.
Закон №28 от 17 октября 1862 года предусматривал, что все национальные территории, существующие за пределами или во владении провинций, являются территорией Аргентины. До этого провинции Буэнос-Айрес и Мендоса сохраняли притязания на патагонские территории.

### Валлийская колонизация
Первая успешная колонизация территории была проведена в XIX веке валлийскими иммигрантами, первые из которых (153 человека) прибыли 28 июля 1865 года на паруснике «Мимоза» в залив Гольфо-Нуэво. Через несколько месяцев, они поселились в нижней долине реки Чубут и основали там деревню Росон, которую назвали в честь Гильермо Росона, министра внутренних дел Аргентины, помогшему валлийцам переселиться в Аргентину.
В середине 1866 года была начата постройка железной дороги, соединявшей залив Баия-Нуэва с нижней долиной реки Чубут; в результате этого возникли города Пуэрто-Мадрин и Трелью. В 1874-1876 годах в Чубут прибыли новые валлийские поселенцы, которые, продвигаясь вглубь континента, основывали там новые поселения (Тревелин, Эскель).
Законом №954 от 11 октября 1878 года было создано губернаторство Патагония, в которое вошла и территория нынешней провинции Чубут. 23 июля 1881 года был подписан договор о границе между Чили и Аргентиной, закрепивший Восточную Патагонию за Аргентиной.

### Национальная территория и провинция
Законом №1532 от 16 октября 1884 года губернаторство Патагония было расформировано, а на его месте образованы 6 национальных территорий, в том числе и Чубут. Административным центром стал Росон.
В 1888 году была построена Центрально-Чубутская железная дорога (Трелью — Пуэрто-Мадрин), имевшая жизненно важное значение для экспорта продукции региона.
После окончания бурской войны в 1902 году многие бурские семьи поселились в Чубуте, в основном в департаменте Сармьенто.
30 апреля 1902 года валлийские жители «долины 16 Октября», зоны, где ныне находятся населённые пункты Эскель и Тревелин, были опрошены в ходе плебисцита арбитром-представителем Британской империи Томасом Холдичем, о том признают ли они суверенитет Аргентины или Чили; большинство жителей долины проголосовало в пользу Аргентины, завершив тем самым территориальный спор между Чили и Аргентиной.
31 мая 1944 года территория Чубута южнее 45-й параллели ю. ш. была передана военному губернаторству Комодоро-Ривадавия; законом №14408 от 15 июня 1955 года оно было ликвидировано, все территории, переданные военному губернаторству, возвращены; все национальные территории, в том числе и Чубут, получили статус провинций.
В 1956 году была создана епархия Комодоро-Ривадавии, в которую входили провинции Чубут, Санта-Крус и национальная территория Огненная Земля, Антарктида и острова Южной Атлантики.

## Административное деление

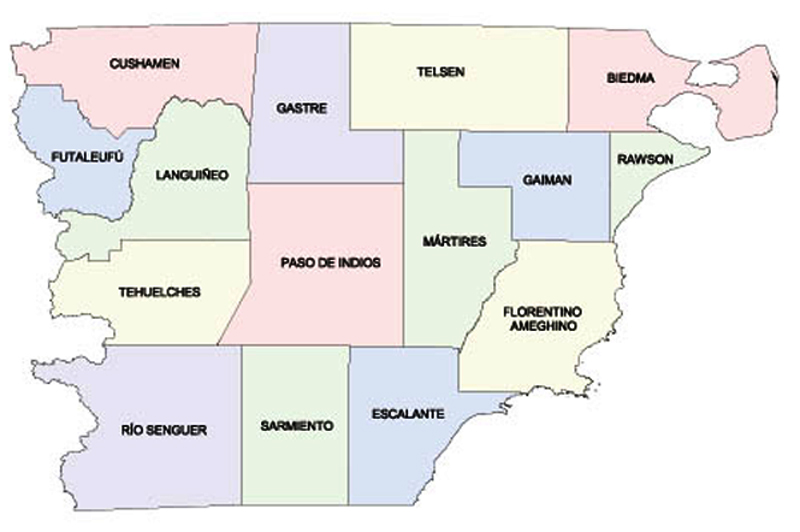
Административная карта провинции Чубут.

Провинция разделена на 16 департаментов, в их числе департамент Атлантико, в который входят территориальные воды провинции.
В состав департаментов входят 27 муниципалитетов (7 муниципалитетов 1-й категории, 16 муниципалитетов 2-й категории и 4 комиссии по развитию) и 20 сельских коммун, при этом обширные территории остаются за пределами юрисдикции местных органов власти.
| №  | Наименование       | Оригинальное наименование | Население, тыс. жит. (2001 г.) | Население, тыс. жит. (2010 г.) | Территория, км² | Плотность, чел./км² | Административный центр |
| 1  | Атлантико          | Atlántico                 | —                              | —                              | —               | —                   | —                      |
| 2  | Вьедма             | Biedma                    | 58,7                           | 82,9                           | 12940           | 6,4                 | Пуэрто-Мадрин          |
| 3  | Гайман             | Gaiman                    | 9,6                            | 11,1                           | 11076           | 1,0                 | Гайман                 |
| 4  | Гастре             | Gastre                    | 1,5                            | 1,4                            | 16335           | 0,1                 | Гастре                 |
| 5  | Кусамен            | Cushamen                  | 17,1                           | 20,9                           | 16250           | 1,3                 | Кусамен                |
| 6  | Лангиньео          | Languineo                 | 3                              | 3,1                            | 15339           | 0,2                 | Текка                  |
| 7  | Мартирес           | Martires                  | 1                              | 0,8                            | 15445           | 0,1                 | Лас-Плумас             |
| 8  | Пасо-де-Индиос     | Paso de Indios            | 1,9                            | 1,9                            | 22300           | 0,1                 | Пасо-де-Индиос         |
| 9  | Рио-Сенгер         | Rio Senguer               | 6,2                            | 6,0                            | 22335           | 0,3                 | Альто-Рио-Сенгер       |
| 10 | Росон              | Rawson                    | 115,8                          | 131,3                          | 3922            | 33,5                | Росон                  |
| 11 | Сармьенто          | Sarmiento                 | 8,7                            | 11,4                           | 14563           | 0,8                 | Сармьенто              |
| 12 | Тельсен            | Telsen                    | 1,8                            | 1,6                            | 19893           | 0,1                 | Тельсен                |
| 13 | Теуэльчес          | Tehuelches                | 5,2                            | 5,4                            | 14750           | 0,4                 | Хосе-де-Сан-Мартин     |
| 14 | Флорентино-Амегино | Florentino Ameghino       | 1,5                            | 1,6                            | 16088           | 0,1                 | Камаронес              |
| 15 | Футалеуфу          | Futaleufu                 | 37,5                           | 43,1                           | 9435            | 4,6                 | Эскель                 |
| 16 | Эскаланте          | Escalante                 | 143,7                          | 186,6                          | 14015           | 13,3                | Комодоро-Ривадавия     |

## Политическое устройство
Исполнительная власть в провинции осуществляется губернатором, избираемым каждые четыре года прямым народным голосованием. Губернатор назначает министров, главой которых является министр-координатор.
Законодательная власть осуществляется законодательным собрание, состоящим из 27 депутатов.
Высшим судебным органом провинции является Верховный Суд.

## Население
| 1869     | 1895     | 1914     | 1947     | 1960     | 1970     | 1980     |
| -------- | -------- | -------- | -------- | -------- | -------- | -------- |
| 153      | ↗3748    | ↗23 065  | ↗92 456  | ↗142 412 | ↗189 920 | ↗263 116 |
| 1990     | 2001     | 2010     | 2019     | 2020     | 2022     |          |
| ↗357 189 | ↗413 237 | ↗509 108 | ↗608 729 | ↗618 994 | ↘592 621 |          |

В 1914 г. лишь 54% населения национальной территории Чубут были гражданами Аргентины, остальные 46% населения были гражданами (подданными) других стран: Испании (14,3%), Чили (12,0%), Италии (4,9%), Великобритании (4,7%), Российской империи (1,6%), Германии (1,2%), Уругвая (1,2%), Португалии (1,0%), и других стран (4,9%). К 1947 году процент иностранцев упал до 14%, большинство из них составляли уроженцы стран Европы (51,8%) и Южной Америки (44,3%).
Крупнейший город провинции, промышленный центр и морской порт — Комодоро-Ривадавия (200 тыс.чел.). В XIX-XX веках город рос за счёт переселенцев из Хорватии, Уэльса, Чехословакии, Литвы и других европейских стран. В XXI веке рост населения происходит за счёт иммигрантов из Боливии, Парагвая, Перу, а также переселенцев из столичного региона и северных провинций.
Прочие крупные населённые пункты (2010): Трелью (97915 чел.), Пуэрто-Мадрин (81315 чел.), Эскель (32343 чел.), Росон (24616 чел.), Сармьенто (10858 чел.), Рада-Тильи (9098 чел.), Плайя-Унион (6775 чел.), Тревелин (6353 чел.).
В Чубуте живёт одна из самых больших общин валлийцев, около 50 тыс. человек. Они же основали административный центр провинции Росон.
В районе Сармьенто компактно проживают потомки переселенцев из ЮАР — буры (африканеры).

## Экономика
Основными отраслями экономики являются добыча нефти и природного газа. В Чубуте добывается 13% нефти и 2% газа страны; есть месторождения урана, свинца, золота и серебра. Кроме того, в провинции развито овцеводство и рыболовство (21% добываемой в Аргентине рыбы вылавливается в провинции).
В Пуэрто-Мадрине находится один из крупнейших в Южной Америке алюминиевых заводов (Aluar).
Сельское хозяйство начало развиваться с 1960-х годов в районе «оазисов» (окрестности Сармьенто, нижняя долина реки Чубут) и в районе Чолила; выращиваются земляника, малина, вишня, бузина, яблоки. виноград. С начала XXI века производится вино.

### Туризм
Одними из главных туристических достопримечательностей являются полуостров Вальдес, прилегающие к нему заливы Сан-Хосе и Гольфо-Нуэво, и Андский регион.

## Транспорт
Вдоль берега Атлантического океана проходит автодорога исп. Ruta Nacional 3. Города провинции связаны автобусным сообщением.

## СМИ
Издаются газеты Crónica, El Patagónico (Комодоро-Ривадавия), Jornada и El Chubut, (издаются в Трелью соответственно с 1954 и 1975 г.), El Oeste, Noticias de Esquel и El Chubutense (Эскель), El Diario de Madryn (Пуэрто-Мадрин).
Работаю радиостанции Radio Chubut, Radio Tres (Трелью), Radio Golfo Nuevo LU17 (Пуэрто-Мадрин), Radio Nacional, Radio Patagonia Argentina (Комодоро-Ривадавия) и Radio Nacional (Эскель).
В Чубуте работает один региональный телеканал, Canal 7, и несколько городских телеканалов: Canal 9 (Комодоро-Ривадавия), Canal 12 (Трелью), Canal 4 ETC (Эскель), Canal 12 (Пуэрто-Мадрин), и Canal 12 (Росон).